# 大江正彦
大江 正彦（おおえ まさひこ、1960年〈昭和35年〉9月30日 - ）は、日本の政治家。香川県小豆島町長（1期）。

## 来歴
香川県小豆郡池田町神浦生まれ。家業は漁師で、大学時代は神戸市に住んだ。1983年（昭和58年）、甲南大学経済学部を卒業。大学卒業後は障害を持つ妹のため小豆島に帰郷し、1984年（昭和59年）、池田町役場に入庁。議会事務局長、子育ち共育課長、企画振興部長、参事などを歴任した。
2022年（令和4年）4月18日、小豆島町長選挙に出馬し、現職の松本篤を破り、初当選。
※当日有権者数：11,989人人 最終投票率：76.77%（前回比： 2.22pts）
| 候補者名 | 年齢 | 所属党派 | 新旧別 | 得票数  | 得票率 | 推薦・支持 |
| -------- | ---- | -------- | ------ | ------- | ------ | ---------- |
| 大江正彦 | 61   | 無所属   | 新     | 4,817票 | 52.99% |            |
| 松本篤   | 67   | 無所属   | 現     | 4,274票 | 47.01% |            |

## 町政

### 教育
大江は町長就任後、内海地区の小学校の再編及び統合、幼稚園の再編、認定こども園の整備に意欲を示し、小学校を統合したのち跡地に認定こども園の整備する構想を示唆した。
2022年（令和4年）7月、小豆島町総合教育会議（以下、総合教育会議）において、星城小学校、安田小学校、苗羽小学校の3校を統合する方向性を示し、同年11月に新設校の建設地を香川県立小豆島高等学校跡地に決定した。その後、総合教育会議において、跡地に統合後の小学校を建設する案と小豆島中学校を跡地に建設し、改修した小豆島中学校校舎を統合後の小学校とする案の2案で検討が進められ、2024年（令和6年）2月9日に跡地に統合後の小学校を建設する案を決定した。同年5月には小豆島町内海地区統合小学校建設基本設計及び実施設計業務の入札後審査型一般入札が公告された。

### 観光・市町村間の協力
大江は小豆島の観光について、「瀬戸内しまラジ！」のインタビュー内で観光協会が小豆島観光協会、小豆島町観光協議会、小豆島土庄観光協会と分散しており、これと別に観光戦略会議が設置されていることから力が集中できていないとし、その上で島一丸となって小豆島をアピールしていく必要があると指摘した
2023年（令和5年）2月15日には、2025年日本国際博覧会を見据え、高松市、神戸市、土庄町間で瀬戸内地方への観光誘客促進や各市町の活性化、防災分野での協力を目的とした連携協定を締結した。

### からかい上手の高木さん
土庄町出身の漫画家・山本崇一朗が原作の漫画「からかい上手の高木さん」が、2024年に実写映画化されたことに際し、同作をオマージュした「もてなし上手の町長さん」と称したポスターが製作され、大江と土庄町の岡野能之町長が、ポスターと同じ場所で、各町長が本作のキャラクターである高木さん・西片と同じポーズをとったポスターがオリーブナビ小豆島の入り口等に設置された。同年6月には監督の今泉力哉と両町長の対談記事が町広報「しょうどしま」6月号で掲載された。